# Giovenale di Narni
Giovenale di Narni (fl. IV secolo) fu il primo vescovo di Narni ed è venerato come santo dalla Chiesa cattolica.

## Biografia
Fu di origine africana e, ordinato da papa Damaso I, fu primo vescovo di Narni.
Fu trovata un'opera detta Vita, scritta dopo il VII secolo.

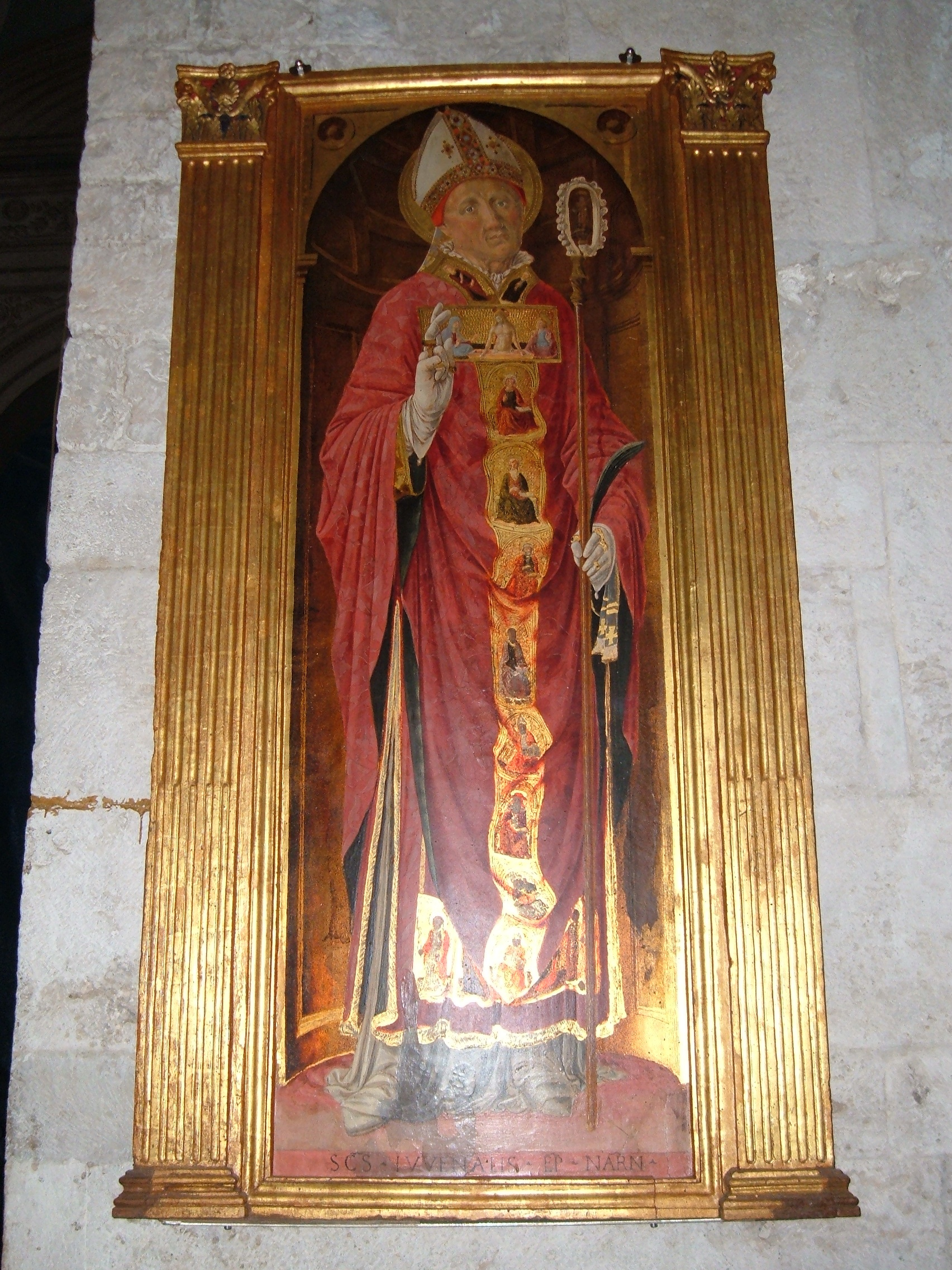
Tavola con San Giovenale vescovo

## Culto
Alla morte, fu sepolto nella Porta Superiore della città, sulla via Flaminia. 
Il sepolcro, attribuito al successore Massimo, si conserva nella cattedrale di Narni. Nel IX secolo il corpo fu trafugato insieme a quello di altri santi, di San Cassio di Narni e Santa Fausta e trasportato a Lucca. Fu poi restituito a Narni.
Viene ricordato il 3 maggio unito a tre martiri della via Nomentana. Viene ricordato primo vescovo di Narni martire e patrono di Fossano e Narni dove, in suo onore, la seconda domenica di Maggio si tiene la Corsa all'anello.